# Bompas (Pirenei Orientali)
Bompas (in catalano Bompàs) è un comune francese di 7 346 abitanti situato nel dipartimento dei Pirenei Orientali nella regione dell'Occitania.

## Geografia fisica

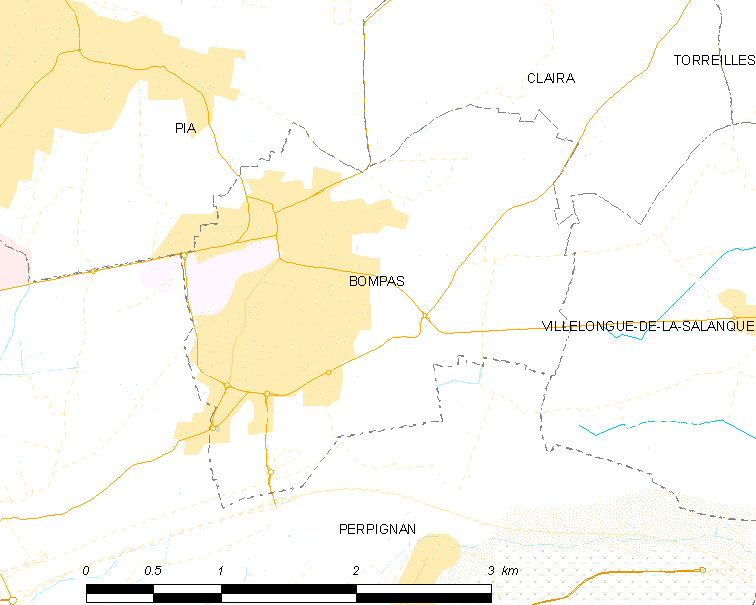
Situazione di Bompas

## Società

### Evoluzione demografica
Abitanti censiti